# Иосиф Веронский
Иосиф Веронский (Иосиф Фрайзингский; нем. Joseph von Verona; 1-е тысячелетие, Бавария — 17 января 764, Фрайзинг) — епископ Фрайзинга со второй половины 740-х годов; святой, почитаемый в Католической церкви (день памяти — 17 января).

## Биография
Согласно средневековым историческим источникам, Иосиф родился в находившемся в Лангобардском королевстве городе Верона, из-за чего и получил своё прозвище. Правители лангобардов поддерживали добрососедские отношения с герцогами Баварии, и, вероятно, именно такие тесные связи побудили Иосифа отправиться во Фрайзинг, где он стал учеником Эремберта, в 739 году возглавившего местную епархию. По другому мнению, Иосиф мог быть уроженцем Баварии или Тироля, а прозвище получить из-за особого пристрастия к культу святого Зенона Веронского.
После окончания обучения Иосиф подвизался как монах в находившемся около Фрайзинга монастыре, а после смерти епископа Эремберта, скончавшегося во второй половине 740-х годов, стал его преемником на епископской кафедре.
О деятельности Иосифа на посту главы Фрайзингской епархии сохранилось не очень много свидетельств. Упоминается, что он был инициатором основания нескольких монастырей. В 752 году совместно с представителями знатной баварской семьи Фагана он освятил в честь Зенона Веронского коллегиальную церковь, ставшую впоследствии Изенским аббатством. Иосиф также способствовал возникновению двух других обителей: Шефтларнской (в 762 году; её первым настоятелем был назначен Арибо) и Шарницкой (в 763 году; первый аббат — Атто). Трудами епископа Иосифа были основаны и несколько церквей в разных областях его епархии. Будучи весьма благочестивым человеком, он пользовался большим уважением у баварской знати, от представителей которой (в том числе, от герцога Тассилона III) получил для Фрайзингской епархии несколько обширных земельных владений.
Епископ Иосиф скончался 17 января 764 года. Его преемником в сане главы Фрайзингской епархии был избран аббат Шефтларнского монастыря Арибо, ещё с 754 года бывший архипресвитером и нотарием епископской канцелярии.
Впоследствии Иосиф Веронский был причислен к лику святых. Он почитается в Католической церкви как блаженный. День его памяти отмечается 17 января. Реликвии святого Иосифа хранятся в основанном им Изенском аббатстве.